# Fietsbrug Ouderkerkerplas
De Fietsbrug Ouderkerkerplas is een fietsbrug over de autosnelweg A2 die de Middenweg ter hoogte van Ouderkerkerplas in de gemeente Ouder-Amstel in Noord-Holland verbindt met de Schepenbergweg in de wijk Bullewijk in Amsterdam-Zuidoost.

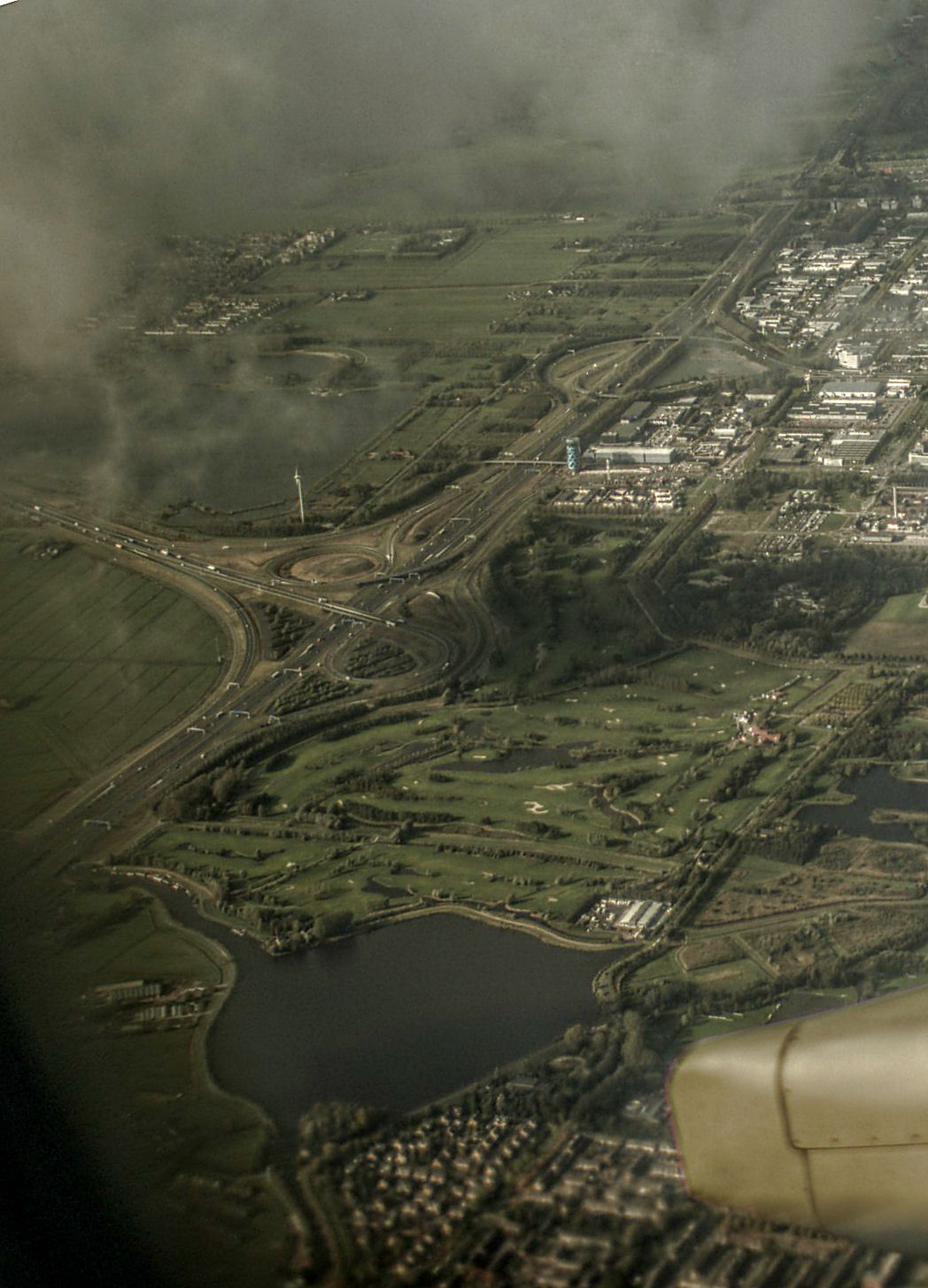
Fietsbrug links naast blauwe toren in 2012.

De brug van 190 meter lang en 4,91 meter breed is er gekomen in opdracht van het Groengebied Amstelland en is daar in beheer. Het werd geopend in 2006. De brug kent een vrij hoog hellingspercentage op de op- en afritten die daartoe aan de oostzijde vrij lang moest worden om de ter plekke uit vier rijbanen met vier stroken en vluchtstroken bestaande A2 te kunnen overspannen. Aan de westzijde is deze korter maar heeft een nog hoger hellingspercentage in verband met de korte afstand tot de Ouderkerkerplas. Alhoewel het een fietsbrug is staat aangeven met een verkeersbord dat het maximale toegestane gewicht van een voertuig 4,8 ton bedraagt.
Voor de fietsers is er sinds de opening een aanzienlijke tijdsbesparing ontstaan omdat men niet meer hoeft om te fietsen naar het enkele kilometers noordelijker gelegen viaduct bij de Burgemeester Stramanweg of het enkele kilometers zuidelijker gelegen viaduct bij Abcoude over de A2.
Een markant en opvallend gebouw naast de fietsbrug aan de Amsterdamse kant is het blauwe en ronde gebouw van Fletcher Hotels.